# Gigantoproductus
Gigantoproductus es un género extinto de braquiópodos de la familia Monticuliferidae. Fue descrito por Prentice en 1950.

## Especies
- †Gigantoproductus crassus
- †Gigantoproductus giganteus
- †Gigantoproductus elongatus
- †Gigantoproductus inflatus
- †Gigantoproductus sinuatus
- †Gigantoproductus striato-sulcatus[6]